# BSA R-serie
De BSA R-serie was een serie 350cc-stoterstangen kopklep-motorfietsen die het Britse merk BSA uit Birmingham produceerde van 1933 tot 1936. Hieronder waren ook enkele Blue Star-modellen en een Empire Star-model. Het was de 350cc-zusterserie van de 500cc-BSA W-serie.

## Voorgeschiedenis
BSA had tijdens en na de Eerste Wereldoorlog vooral zware eencilinders en V-twins gebouwd die deels bedoeld waren als zijspantrekker. In 1923 veranderde dat met de komst van de 250cc-Model B-serie en de 350cc-Model L-serie. Deze Model L-serie omvatte een groot aantal verschillende modellen, zowel zij- als kopkleppers, meestal met staande eencilindermotoren maar in 1929 en 1930 ook enkele slopers met sportief voorover hellende cilinder. De laatste modellen, de L32-5 Blue Star en L32-5 De Luxe, hadden al nieuwe motoren met een boring van 71 mm en een slag van 88 mm en het oliereservoir in een apart compartiment aan de voorkant van het carter. 

## Modelaanduiding
In 1925 voegde BSA het jaartal toe aan de modelnamen. Zo ontstond bijvoorbeeld het Model L25 OHV De Luxe. In 1930 veranderde de type-aanduiding in een letter voor het model, een getal voor het jaartal en een tweede getal dat het volgnummer in de BSA-catalogus aangaf. De BSA L30-5 was dus het vijfde model van 1930, voorafgegaan door de B30-4 en gevolgd door de L30-6 Commercial. In 1936 verviel het jaartal en werd de R35-4 opgevolgd door de R4 De Luxe. Opmerkelijk detail: dit was het vijfde model van de catalogus, die begon met de 150cc-BSA X0. Ander detail: rond 1930 liet men de benaming "Model" vallen en werd in de catalogi gewoon het modelnummer aangegeven. 

## BSA R-basismodellen
De BSA R-serie die de Model L-serie opvolgde week aanvankelijk niet veel af van haar voorgangers. De machines kregen wel vier versnellingen en werden vaak (als de klant dat wilde) met voetschakeling geleverd. Bovendien werden ze (net als alle BSA's vanaf 1933) standaard met Lucas-elektrische verlichting geleverd. 

### R33-4
De BSA R33-4 leek erg veel op de L32-5 De Luxe, maar had een broodzadel in plaats van het bagagerek en ronde uitlaten in plaats van fishtail pipes. De tank was verchroomd met groene flanken en het instrumentenpaneel met ampèremeter, licht- en contactschakelaar en oliedrukmeter zat op de tank. De snelheidsmeter zat op het stuur. Hoewel het duidelijk een sportmotor was, werd de machine ook aangeprezen als trekker voor lichte zijspannen.

#### Motor
De motor was een luchtgekoelde, dwarsgeplaatste staande eencilinder met door stoterstangen aangestuurde kopkleppen. De ontsteking werd verzorgd door een Lucas-magdyno, die ook zorgde voor de stroom voor de verlichting en het opladen van de accu. Lucas zat ook in Birmingham, net als Amal, dat de carburateur leverde. De machine had een dry-sump-smeersysteem, maar zonder de gebruikelijke olietank. In plaats daarvan zat voor het carter een apart reservoir voor de smeerolie. De oliepomp werd aan de rechterkant aangedreven, waar ook het kettinkje voor de magdyno zat. Het was een Twin Port-blok, met twee uitlaatpoorten en dus ook twee uitlaten. Dat leverde qua vermogen niets op, maar de motorfiets zag er van achteren symmetrisch uit. 

#### Transmissie
Aan de linkerkant van de krukas zat een transmissiedemper om de aandrijfkettingen te beschermen tegen de klappen van de motor. De primaire aandrijving werd verzorgd door een ketting in een gesloten kettingkast. Die dreef de meervoudige droge plaatkoppeling aan. Dan volgde de handgeschakelde vierversnellingsbak met kickstarter en de secundaire ketting in een open kettingscherm. 

#### Rijwielgedeelte
De machine had een dubbel wiegframe uit geschroefde rechte buizen, waardoor het motorblok nog steeds een dragende functie had. De voorvering werd verzorgd door een parallellogramvork uit eigen huis die werkte volgens het Girder-principe met een enkele centrale veer. Er waren twee frictiedempers toegepast, als schokdemper en als stuurdemper. Achtervering was er niet, het comfort kwam van het geveerde zweefzadel. Voor en achter zaten trommelremmen en de machine had zowel een voor- als een achterwielstandaard. Het kastje met boordgereedschap zat rechts tussen de buizen van het achterframe, zodat er in het zadel ruimte was voor de accu. 

### R34-4, R35-4 De Luxe, R4 De Luxe en R17 Standard
De BSA R34-4 uit 1934 was vrijwel identiek aan de R33-4, maar nu zat er een elektrische claxon op het stuur en de machine kostte 53 pond en 15 shilling. De BSA R35-4 De Luxe uit 1935 kreeg een nieuwe motor, die "High Camshaft" werd genoemd. Het meest opvallend was de verchroomde buis waarin de stoterstangen verstopt waren, en die de indruk van een koningsas moest wekken, waardoor het leek alsof men met een bovenliggende nokkenas van doen had. De nokkenassen lagen weliswaar hoger in het carter, maar dus niet in de cilinderkop. Een 250cc-versie van dit blok werd toegepast in de 250cc-B35-3 De Luxe. De carterpan was veel kleiner omdat het oliereservoir was vervangen door een meer conventionele olietank onder het zadel. De magdyno zat nu achter de cilinder, waardoor het blok ook veel compacter oogde. Het had nog maar 1 uitlaatpoort en de R35-4 De Luxe had dan ook slechts 1 fishtail pipe aan de rechterkant. Ze had ook voetschakeling en het gereedschapskastje zat (Blue Star-stijl) hoog aan het achterspatbord. De machine kostte 51 pond. De BSA R4 De Luxe uit 1936 was de opvolger van de B35-3 De Luxe met het High Camshaft-motorblok. Met de BSA R17 Standard kwam in 1936 het oude motorblok met de olie in de carterpan weer terug, maar nu met een enkele uitlaatpoort.

## BSA R-Blue Star modellen

### R33-5 Blue Star, R34-5 Blue Star, R35-5 Blue Star en R20 New Blue Star
De BSA R33-5 Blue Star was een echte sportmotor, met een opgevoerd motorblok met hoge compressie-zuiger, sterkere zuigerveren, racenokkenassen, een racebougie en een Amal-carburateur met acceleratiepomp. Ze kreeg ook swept back pipes, voetschakeling en een integraal remsysteem. Het was een van de topmodellen van BSA, samen met de 500cc-BSA W33-8 Blue Star. De R33-5 Blue Star had een groene tank, verchroomde velgen en voetschakeling, hoewel klanten die daar niet aan konden wennen ook voor handschakeling konden kiezen. Het kastje met boordgereedschap zat hoog op het achterspatbord. Het achterwiel was snel uitneembaar. De motor leverde 18 pk bij 5,400 tpm. De BSA R34-5 Blue Star van 1934 was ongewijzigd en kostte 56 pond en 10 shilling. In 1935 volgde de R35-5 Blue Star, bijna identiek maar zonder gereedschapskastje. Ze kostte 57 pond en 10 shilling. Hoewel de Blue Star in 1936 BSA R20 New Blue Star ging heten, was de machine identiek aan de R35-5 Blue Star.

## BSA R-Specials
De "Special"-modellen waren nog verder opgevoerd dan de Blue Stars. Het waren clubmanracers voor de amateur-wedstrijdrijder en volgden logisch op het verschijnen van de 500cc-W33-9 Special in 1933.

### R34-6 Special en R35-17 Twin Port
De BSA R34-6 Special was grotendeels identiek aan de R34-5 Blue Star, maar had een Amal TT-carburateur, het gereedschapskastje op de "normale" plaats tussen de buizen van het achterframe, twee laaggeplaatste uitlaten en ze leverde twee pk meer dan de Blue Star: 20 pk bij 5.600 tpm. De machine was ook aanmerkelijk duurder: 66 pond en 10 Britse shilling, tien pond meer dan de Blue Star. Ook hier kon de klant kiezen voor handschakeling; ook voor amateurcoureurs was voetschakeling nog steeds een kwestie van wennen. In 1935 werd de Special opgevolgd door de R35-17 Twin Port, opmerkelijk omdat de 500cc-versie nog steeds "Special" (W35-9 Special) werd genoemd. Ook de R35-17 Twin Port werd nog geleverd met handschakeling.

### BSA R19 De Luxe Competition
De BSA R19 De Luxe Competition uit 1936 was de wedstrijdversie van de BSA R4 De Luxe, dus met het High Camshaft-blok. Onder "wedstrijdversie" werd - zeker in het Verenigd Koninkrijk - in die tijd nog vaak een terreinmotor verstaan, want stratencircuits waren er (met uitzondering van de Snaefell Mountain Course op het eiland Man) nauwelijks. De R19 was dan ook bedoeld voor trial en motorcross. Ze had smallere spatborden, een hoge uitlaat, een 21 inch voorwiel en een 19 inch achterwiel, een beschermplaat onder het carter en banden met een zwaarder terreinprofiel. Er werden ongeveer honderd exemplaren geproduceerd. 

## BSA R5-Empire Star

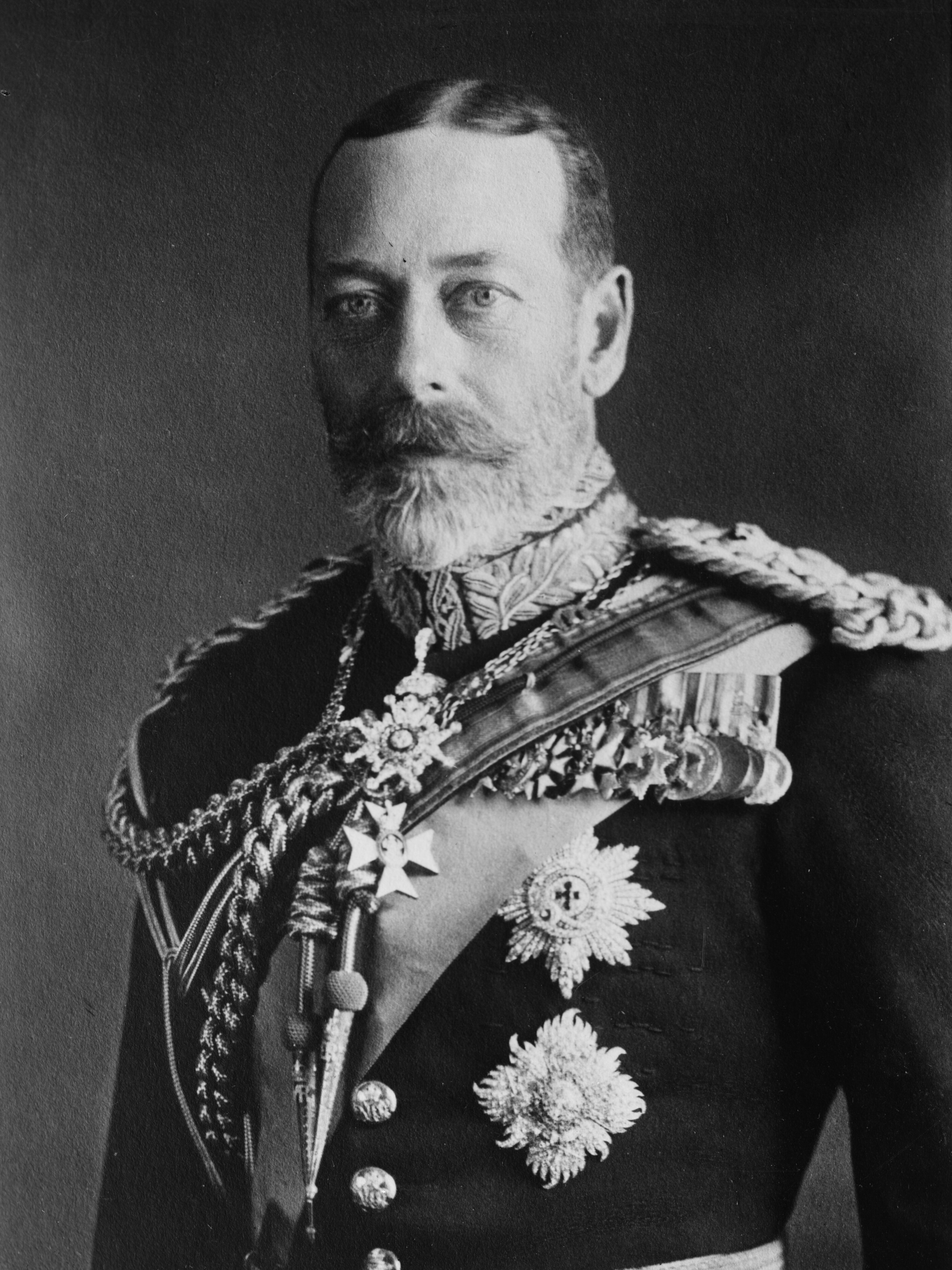
Het zilveren jubileum van koning George V was de aanleiding voor het uitbrengen van de BSA Empire Star. Hij genoot niet lang van de eer, want hij overleed op 20 januari 1936.

In 1936 presenteerde BSA de 500cc-BSA Q8 Empire Star en de 350cc-R5 Empire Star. De machines waren allebei nog duurdere versies van de Blue Star en dankten hun naam aan het zilveren jubileum van koning George V. 

### R5 Empire Star
De BSA R5 Empire Star was feitelijk een veredelde Blue Star, met dezelfde technische kenmerken: het Two Port-blok met upswept pipes, lage compressie-zuiger, speciale nokkenassen, voetschakeling, integraal remsysteem en een Amal-pompcarburateur. Klanten kregen er gratis een hoge compressie-zuiger bij. Uiterlijk week de machine af doordat een veel groter deel van de tank verchroomd was. Slechts de voorkanten van de tankflanken waren groen.

## Einde productie en opvolging
In 1936 kwam Valentine Page als hoofdconstructeur over van Triumph naar BSA. Hij verving bijna alle modellen en ook de BSA R-serie werd geslachtofferd. De Blue Stars en Empire Stars bleven bestaan, maar onder ander typenamen. De 350cc-modellen kregen nu de letter "B", de 500cc-modellen de letter "M". Zo ontstonden de BSA B-serie 350 cc en de BSA M-serie 500 cc.

## Afbeeldingen

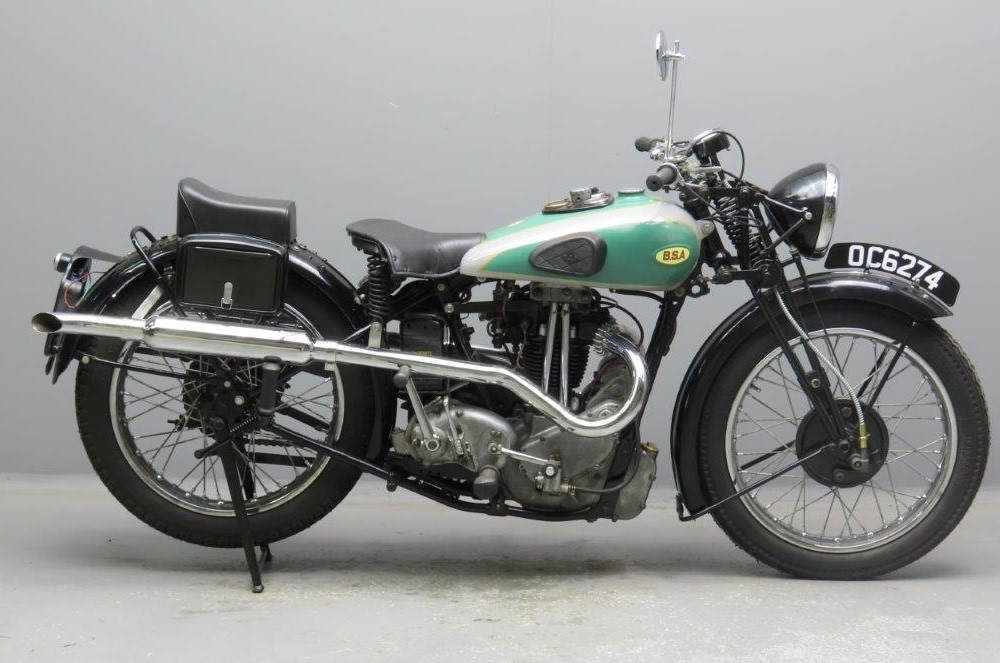
BSA R34-5 Blue Star uit 1934.
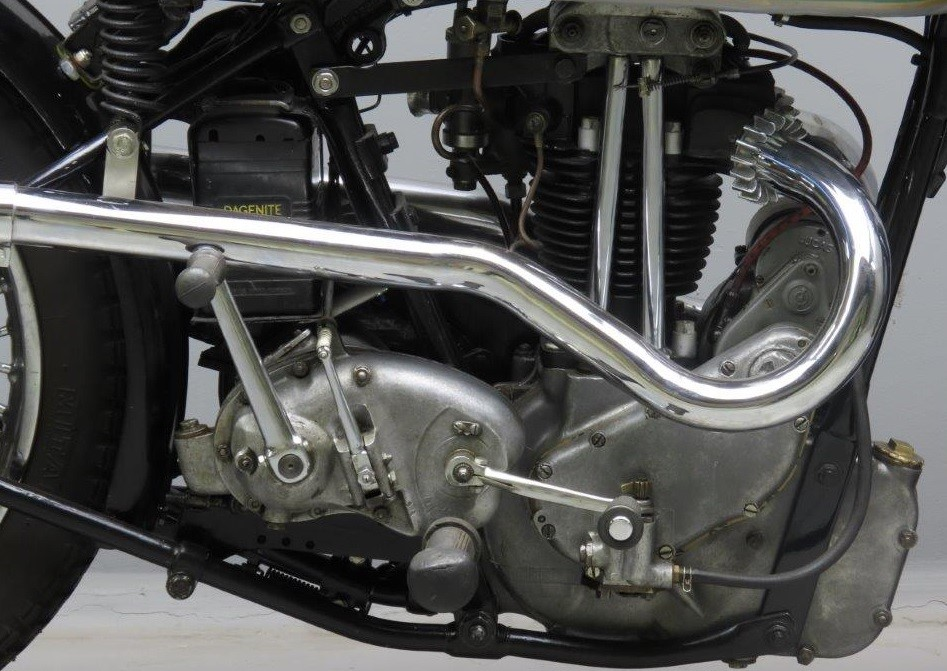
Het motorblok uit 1934 had nog de uitstulping aan de voorkant waar de motorolie werd bewaard en de magdyno voor de cilinder.
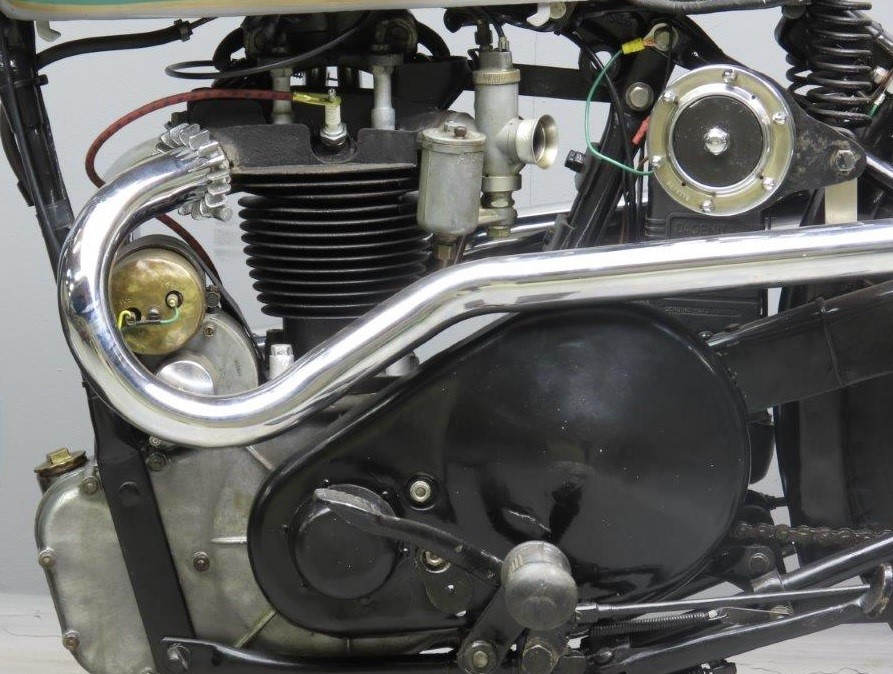
Het Twin Port-blok van de Blue Star, met de bult aan de voorkant van de kettingkast waar de transmissiedemper zit.
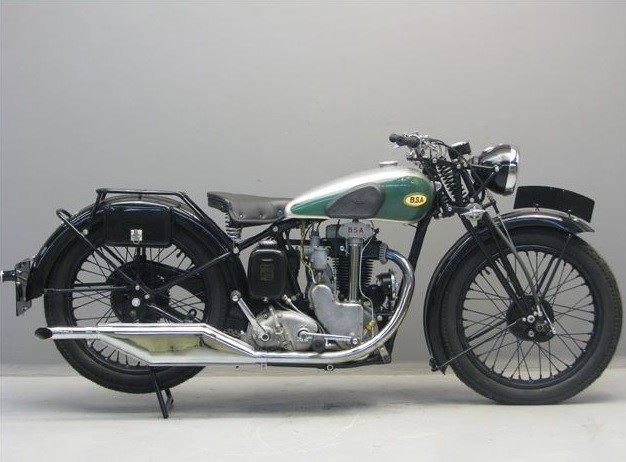
BSA R35-4 De Luxe uit 1935.
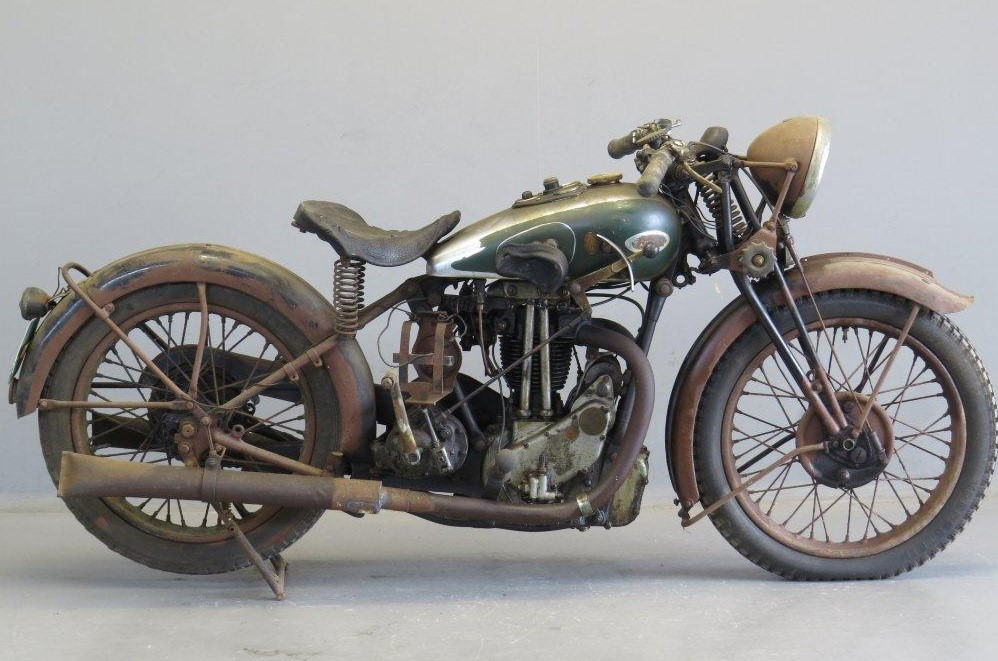
BSA R35-17 Twin Port uit 1935 had nog het oude motorblok...
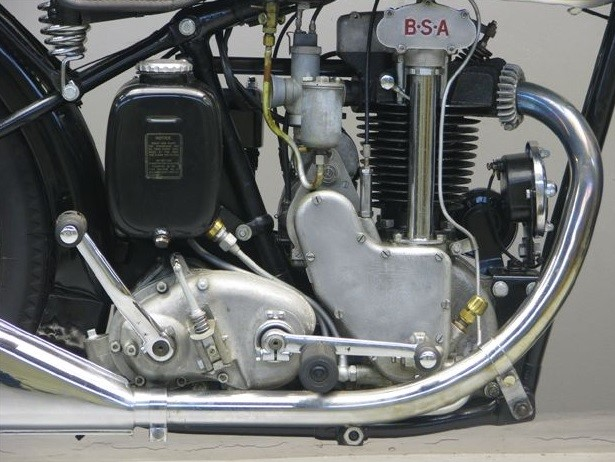
...terwijl de R35-4 De Luxe het nieuwe "High Camshaft" blok had, met aparte olietank, enkele uitlaatpoort, de stoterstangen weggewerkt in een buis en de magdyno achter de cilinder.
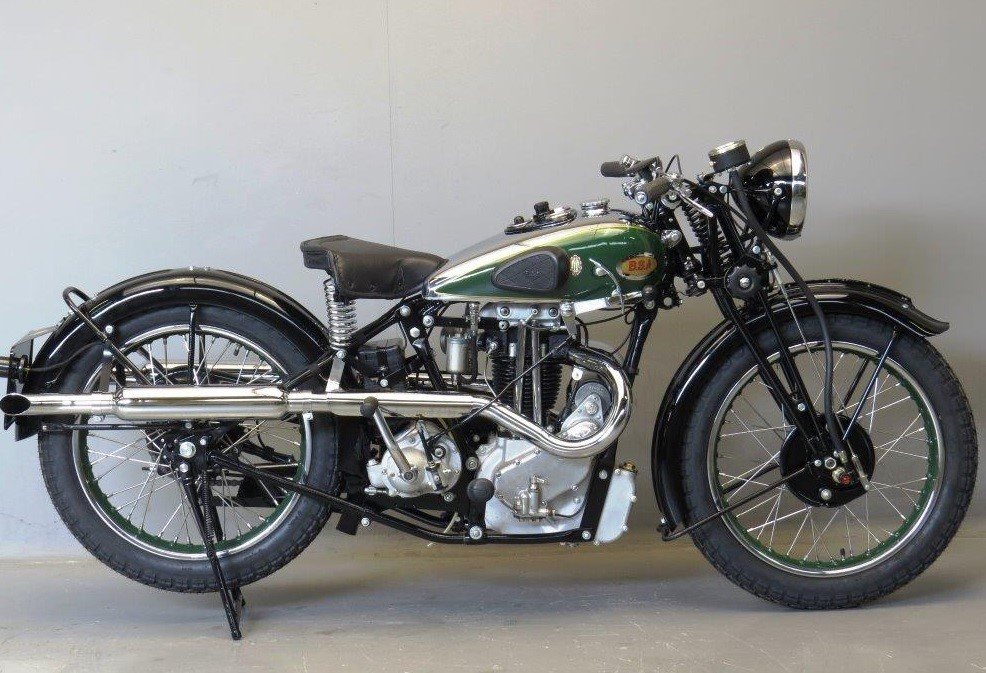
BSA R35-5 Blue Star met het oude Twin Port-blok.
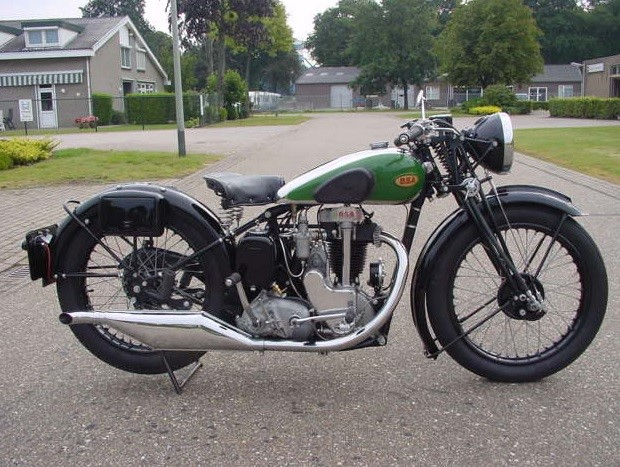
BSA R4 De Luxe uit 1936, de laatste met het "High Camshaft"-blok.
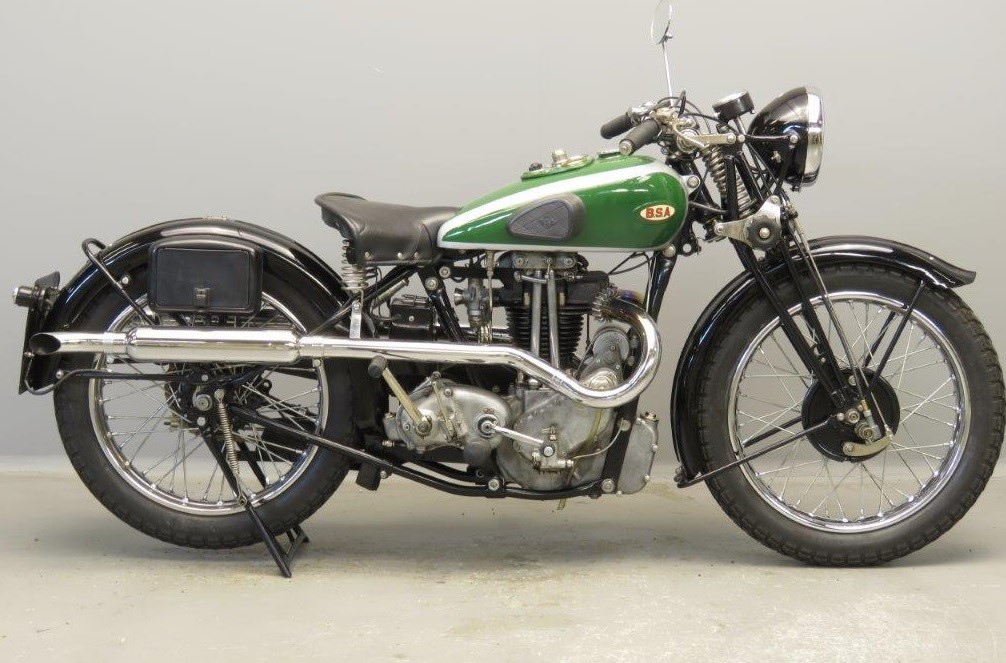
Het 500cc-zustermodel BSA W35-8 Blue Star uit 1935.

## Technische gegevens (1)
| BSA                    | R33-4                               | R33-5 Blue Star                     | R34-4                               | R34-5 Blue Star                     | R34-6 Special                       | R35-4 De Luxe                       | R35-5 Blue Star                     | R35-17 Twin Port                    |
| ---------------------- | ----------------------------------- | ----------------------------------- | ----------------------------------- | ----------------------------------- | ----------------------------------- | ----------------------------------- | ----------------------------------- | ----------------------------------- |
| Periode                | 1933                                | 1933                                | 1934                                | 1934                                | 1934                                | 1935                                | 1935                                | 1935                                |
| Categorie              | Sport                               | Sport                               | Sport                               | Sport                               | Clubman                             | Sport                               | Sport                               | Clubman                             |
| Motortype              | Stoterstangen-kopklepmotor          | Stoterstangen-kopklepmotor          | Stoterstangen-kopklepmotor          | Stoterstangen-kopklepmotor          | Stoterstangen-kopklepmotor          | Stoterstangen-kopklepmotor          | Stoterstangen-kopklepmotor          | Stoterstangen-kopklepmotor          |
| Bouwwijze              | Dwarsgeplaatste staande eencilinder | Dwarsgeplaatste staande eencilinder | Dwarsgeplaatste staande eencilinder | Dwarsgeplaatste staande eencilinder | Dwarsgeplaatste staande eencilinder | Dwarsgeplaatste staande eencilinder | Dwarsgeplaatste staande eencilinder | Dwarsgeplaatste staande eencilinder |
| Koeling                | Lucht                               | Lucht                               | Lucht                               | Lucht                               | Lucht                               | Lucht                               | Lucht                               | Lucht                               |
| Boring                 | 71 mm                               | 71 mm                               | 71 mm                               | 71 mm                               | 71 mm                               | 71 mm                               | 71 mm                               | 71 mm                               |
| Slag                   | 88 mm                               | 88 mm                               | 88 mm                               | 88 mm                               | 88 mm                               | 88 mm                               | 88 mm                               | 88 mm                               |
| Cilinderinhoud         | 348,4 cc                            | 348,4 cc                            | 348,4 cc                            | 348,4 cc                            | 348,4 cc                            | 348,4 cc                            | 348,4 cc                            | 348,4 cc                            |
| Carburateur(s)         | Amal                                | Amal                                | Amal                                | Amal                                | Amal                                | Amal                                | Amal                                | Amal                                |
| Smeersysteem           | Dry-sump                            | Dry-sump                            | Dry-sump                            | Dry-sump                            | Dry-sump                            | Dry-sump                            | Dry-sump                            | Dry-sump                            |
| Fiscaal vermogen       | 3,48 pk                             | 3,48 pk                             | 3,48 pk                             | 3,48 pk                             | 3,48 pk                             | 3,48 pk                             | 3,48 pk                             | 3,48 pk                             |
| Max. Vermogen          | Onbekend                            | 18 pk bij 5.400 tpm                 | Onbekend                            | 18 pk bij 5.400 tpm                 | 20 pk bij 5.600 tpm                 | Onbekend                            | 18 pk bij 5.400 tpm                 | 20 pk bij 5.600 tpm                 |
| Primaire aandrijving   | Ketting                             | Ketting                             | Ketting                             | Ketting                             | Ketting                             | Ketting                             | Ketting                             | Ketting                             |
| Koppeling              | Meervoudige droge plaat             | Meervoudige droge plaat             | Meervoudige droge plaat             | Meervoudige droge plaat             | Meervoudige droge plaat             | Meervoudige droge plaat             | Meervoudige droge plaat             | Meervoudige droge plaat             |
| Versnellingen          | 4                                   | 4                                   | 4                                   | 4                                   | 4                                   | 4                                   | 4                                   | 4                                   |
| Secundaire aandrijving | Ketting                             | Ketting                             | Ketting                             | Ketting                             | Ketting                             | Ketting                             | Ketting                             | Ketting                             |
| Rijwielgedeelte        | Dubbel wiegframe                    | Dubbel wiegframe                    | Dubbel wiegframe                    | Dubbel wiegframe                    | Dubbel wiegframe                    | Dubbel wiegframe                    | Dubbel wiegframe                    | Dubbel wiegframe                    |
| Voorvork               | Girder-type BSA                     | Girder-type BSA                     | Girder-type BSA                     | Girder-type BSA                     | Girder-type BSA                     | Girder-type BSA                     | Girder-type BSA                     | Girder-type BSA                     |
| Achtervork             | Star                                | Star                                | Star                                | Star                                | Star                                | Star                                | Star                                | Star                                |
| Remmen                 | Trommelremmen                       | Trommelremmen                       | Trommelremmen                       | Trommelremmen                       | Trommelremmen                       | Trommelremmen                       | Trommelremmen                       | Trommelremmen                       |
| Tankinhoud             | 13 liter                            | 13 liter                            | 13 liter                            | 13 liter                            | 13 liter                            | 13 liter                            | 13 liter                            | 13 liter                            |
| Voorganger             | L32-5 De Luxe                       | L32-5 Blue Star                     | R33-4                               | R33-5 Blue Star                     | Geen                                | R34-4                               | R34-5 Blue Star                     | R34-6 Special                       |
| Opvolger               | R34-4                               | R34-5 Blue Star                     | R35-4 De Luxe                       | R35-5 Blue Star                     | R35-17 Twin Port                    | R4 De Luxe                          | R20 New Blue Star                   | R17 Standard                        |

## Technische gegevens (2)
| BSA                    | R4 De Luxe                          | R5 Empire Star                      | R17 Standard                        | R19 De Luxe Competition             | R20 New Blue Star                   |
| ---------------------- | ----------------------------------- | ----------------------------------- | ----------------------------------- | ----------------------------------- | ----------------------------------- |
| Periode                | 1936                                | 1936                                | 1936                                | 1936                                | 1936                                |
| Categorie              | Sport                               | Clubman                             | Sport                               | Terrein                             | Sport                               |
| Motortype              | Stoterstangen-kopklepmotor          | Stoterstangen-kopklepmotor          | Stoterstangen-kopklepmotor          | Stoterstangen-kopklepmotor          | Stoterstangen-kopklepmotor          |
| Bouwwijze              | Dwarsgeplaatste staande eencilinder | Dwarsgeplaatste staande eencilinder | Dwarsgeplaatste staande eencilinder | Dwarsgeplaatste staande eencilinder | Dwarsgeplaatste staande eencilinder |
| Koeling                | Lucht                               | Lucht                               | Lucht                               | Lucht                               | Lucht                               |
| Boring                 | 71 mm                               | 71 mm                               | 71 mm                               | 71 mm                               | 71 mm                               |
| Slag                   | 88 mm                               | 88 mm                               | 88 mm                               | 88 mm                               | 88 mm                               |
| Cilinderinhoud         | 348,4 cc                            | 348,4 cc                            | 348,4 cc                            | 348,4 cc                            | 348,4 cc                            |
| Carburateur(s)         | Amal                                | Amal                                | Amal                                | Amal                                | Amal                                |
| Smeersysteem           | Dry-sump                            | Dry-sump                            | Dry-sump                            | Dry-sump                            | Dry-sump                            |
| Fiscaal vermogen       | 3,48 pk                             | 3,48 pk                             | 3,48 pk                             | 3,48 pk                             | 3,48 pk                             |
| Max. Vermogen          | Onbekend                            | 18 pk bij 5.400 tpm                 | Onbekend                            | Onbekend                            | 18 pk bij 5.400 tpm                 |
| Primaire aandrijving   | Ketting                             | Ketting                             | Ketting                             | Ketting                             | Ketting                             |
| Koppeling              | Meervoudige droge plaat             | Meervoudige droge plaat             | Meervoudige droge plaat             | Meervoudige droge plaat             | Meervoudige droge plaat             |
| Versnellingen          | 4                                   | 4                                   | 4                                   | 4                                   | 4                                   |
| Secundaire aandrijving | Ketting                             | Ketting                             | Ketting                             | Ketting                             | Ketting                             |
| Rijwielgedeelte        | Dubbel wiegframe                    | Dubbel wiegframe                    | Dubbel wiegframe                    | Dubbel wiegframe                    | Dubbel wiegframe                    |
| Voorvork               | Girder-type BSA                     | Girder-type BSA                     | Girder-type BSA                     | Girder-type BSA                     | Girder-type BSA                     |
| Achtervork             | Star                                | Star                                | Star                                | Star                                | Star                                |
| Remmen                 | Trommelremmen                       | Trommelremmen                       | Trommelremmen                       | Trommelremmen                       | Trommelremmen                       |
| Tankinhoud             | 13 liter                            | 13 liter                            | 13 liter                            | 13 liter                            | 13 liter                            |
| Voorganger             | R34-4                               | Geen                                | R34-4                               | Geen                                | R34-5 Blue Star                     |
| Opvolger               | B23 Tourer                          | B24 Empire Star                     | M19 De Luxe                         | B25 Competition                     | Geen                                |